# Феликс де Валуа
Фе́ликс де́ Валуа́, урожд. Гу́го (Гугон, Юг) (фр. Félix de Valois; 16 апреля 1127, Амьен — 4 ноября 1212, Париж) — святой католической церкви, один из основателей ордена тринитариев, урождённый и владетельный (1152—1160) граф Вермандуа и Валуа.

## Биография
Гуго был единственным сыном графа Рауля I, сеньора Вермандуа, Валуа, Амьена и Крепи, сенешаля и регента Франции, и его первой супруги, Элеоноры де Блуа. После смерти отца, в 1152 году, Гуго под именем графа Гуго II становится наследником его владений — Вермандуа и других, однако в 1160 году он добровольно отказывается от всех своих земель и титулов в пользу единокровного брата — Рауля II. Последний скончался в 1167 году не оставив наследников, и владения графов Вермандуа сперва перешли к его тестю, графу Фландрии Филиппу І, а после и его смерти в 1191 году при осаде мусульманской Акры во время Третьего крестового похода — к французской короне.
Гуго же, приняв при постриге в монахи имя Феликс, становится пустынником. Спустя некоторое время он присоединяется к Жану де Мата. В 1198 году они основывают орден св. Троицы, (тринитариев), главной задачей которого было признано освобождение (через выкуп) христианских пленников из мусульманской неволи.
1 мая 1262 года Феликс де Валуа был причислен к числу святых католической церкви. День памяти св. Феликса де Валуа — 20 ноября.

## Галерея
- Святой Феликс де Валуа — соучредитель тринитариев
- Феликс де Валуа и олень
- Статуя Феликса де Валуа на фасаде римской церкви Сан-Карло алле Куатро Фонтане
- Памятник Феликсу де Валуа перед монастырской трапезной в городе Соколов (Чехия)
- Статуя св. Феликса де Валуа в Боровце, восточная Чехия